# Allopogon anomalus
Allopogon anomalus là một loài ruồi trong họ Asilidae. Allopogon anomalus được Carrera miêu tả năm 1947. Loài này phân bố ở vùng Tân nhiệt đới.